# Badminton World Cup 1991
Der Badminton World Cup 1991 fand vom 7. bis zum 10. August 1991 im Macau Forum in Macau statt. Das Preisgeld betrug 145.000 US-Dollar.

## Finalergebnisse
| Disziplin    | Sieger                         | Finalist                             | Ergebnis           |
| ------------ | ------------------------------ | ------------------------------------ | ------------------ |
| Herreneinzel | Ardy Wiranata                  | Zhao Jianhua                         | 12-15, 15-7, 15-10 |
| Dameneinzel  | Huang Hua                      | Sarwendah Kusumawardhani             | 12-11, 11-5        |
| Herrendoppel | Jalani Sidek Razif Sidek       | Park Joo-bong Kim Moon-soo           | 15-18, 15-11, 15-2 |
| Damendoppel  | Chung So-young Hwang Hye-young | Rosiana Tendean Erma Sulistianingsih | 15-3, 15-3         |
| Mixed        | Rudy Gunawan Rosiana Tendean   | Thomas Lund Pernille Dupont          | 15-10, 15-9        |

## Halbfinalresultate
| Disziplin    | Sieger                               | Gegner                             | Ergebnis           |
| ------------ | ------------------------------------ | ---------------------------------- | ------------------ |
| Herreneinzel | Ardy Wiranata                        | Wu Wenkai                          | 18-16, 15-3        |
| Herreneinzel | Zhao Jianhua                         | Liu Jun                            | 15-10, 15-12       |
| Dameneinzel  | Huang Hua                            | Susi Susanti                       | 11-3, 11-2         |
| Dameneinzel  | Sarwendah Kusumawardhani             | Lee Heung-soon                     | 11-1, 7-11, 11-7   |
| Herrendoppel | Jalani Sidek Razif Sidek             | Chen Kang Chen Hongyong            | 10-15, 15-7, 15-9  |
| Herrendoppel | Park Joo-bong Kim Moon-soo           | Li Yongbo Tian Bingyi              | 17-16, 17-14       |
| Damendoppel  | Chung So-young Hwang Hye-young       | Nettie Nielsen Gillian Clark       | 15-5, 18-16        |
| Damendoppel  | Rosiana Tendean Erma Sulistianingsih | Yao Fen Lai Caiqin                 | 15-10, 12-15, 15-7 |
| Mixed        | Rudy Gunawan Rosiana Tendean         | Kim Hak-kyun Hwang Hye-young       | 15-8, 15-9         |
| Mixed        | Thomas Lund Pernille Dupont          | Pär-Gunnar Jönsson Maria Bengtsson | 15-4, 15-2         |